# Roestmierklauwier
De roestmierklauwier (Thamnistes rufescens) is een zangvogel uit de familie Thamnophilidae (miervogels). De soort is een afsplitsing van de rosse mierklauwier (T. anabatinus), die ook wel als ondersoort werd gezien. Er is geen consensus over de wijze waarop dit geslacht kan worden opgesplitst in aparte soorten.

## Verspreiding en leefgebied
De soort komt voor van oostelijk Peru tot westelijk Bolivia. Het leefgebied bestaat uit natuurlijk bos in heuvelland tussen de 400 en 1700 m boven zeeniveau.